# Brandon Slay
Brandon Slay (Amarillo, 14 ottobre 1975) è un ex lottatore statunitense, specializzato nella lotta libera.

## Palmarès

### Olimpiadi
- 1 medaglia:
  - 1 oro (Sydney 2000 nei 76 kg)